# Бермудски долар
Бермудски долар је званично средство плаћања на Бермудама. ISO 4217 код валуте је BMD Означава се симболом BD$, а дијели се на 100 центи. Курс бермудског долара је везан уз курс америчког долара.
Бермудски долар је као средство плаћања уведен 1970. године, када је замијенио бермудску фунту, и то у размјеру 1 долар за 8 шилинга и 4 пенија (100 пенија). Кованице и новчанице издаје Bermuda Monetary Authority, и то: кованице у апоенима од 1, 5, 10, 25 и 50 центи, те 1 долара и новчанице у апоенима од 2, 5, 10, 20, 50 и 100 долара.